# Andrianmihaja
Andrianmihaja (zm. 1833) – malgaski polityk i wojskowy, kochanek i faworyt Ranavalony I Okrutnej. Szef ministrów Królestwa Madagaskaru w latach 1828–1833.
Był oficerem w armii Merinów. Pod koniec panowania Radamy I został przed niego awansowany do szóstej rangi. W czasie walki o tron po śmierci monarchy stanął po stronie wdowy po monarsze, Ranavalony. Powiadomił ją o zatajaniu zgonu Radamy I, przez oficerów dążących do osadzenia na tronie księcia Rakatobe, syna najstarszej siostry zmarłego. Informacja ta umożliwiła Ranavalonie przeprowadzenie zamachu stanu i przejęcie władzy.
Po przewrocie Andrianmihaja został mianowany premierem (szefem ministrów), osobistym doradcą królowej i głównodowodzącym armii. Jako polityk prozachodni popierał obecność Europejczyków na wyspie oraz sprzyjał chrześcijaństwu, łagodząc ksenofobiczne nastawienie rządzących elit.
Został obalony w wyniku spisku kierowanego przez Rainiharo, Rainijohary i Rainiseheno. Usunięto go z dworu i zabroniono widywania monarchini. Po kilku tygodniach Andrianmihaję oskarżono dodatkowo o związek z jedną z księżniczek krwi. Królowa wezwała swego byłego kochanka do stolicy, w celu zastosowania wobec niego próby tanguena. Ten odmówił jednak wykonania rozkazu. W rezultacie został skazany na śmierć. Wyrok wykonano w rezydencji skazańca.
Andrianmihaję pochowano z honorami w Namehana.